# Brandy Alexander
Brandy Alexander este un cocktail dulce, bazat pe brandy, care a devenit popular la începutul secolului al XX-lea. 
Se presupune că a fost creat la nunta Prințesei Maria și a Lordului Lascelles în Londra, în 1922. (Sursă: Classic Cocktail Club, Milano, Italia)
Brandy Alexander a fost creat după modelul unui alt cocktail, mai timpuriu, bazat pe gin, numit "Alexander".
Este uneori confundat cu o băutură numită "Panama", care este făcută cu cremă de cacao ușoară, în loc de cremă de cacao neagră, utilizată în Brandy Alexander.

## Rețetă
Ingrediente:
- 1 măsură Brandy
- 1 măsură Crème de Cacao neagră
- 1 măsură smântână grasă
- 1/4 linguriță nucșoară rasă

Instrucțiuni de amestecare:
Într-un shaker pe jumătate cu gheață cuburi, se adaugă brandy, crème de cacao și smântâna. Se agită bine. Se strecoară într-un pahar de cocktail și se garnisește cu nucșoară.